# Ognjen Cvitan
Ognjen Cvitan (Sebenico, 10 ottobre 1961) è uno scacchista croato (jugoslavo fino al 1991).

## Biografia
Ottenne il titolo di Maestro Internazionale dopo aver vinto nel 1981 a Città del Messico il Campionato del mondo juniores, e di Grande maestro nel 1987.
Nel 1992 ha vinto a Đakovo il primo Campionato nazionale croato.
Ha partecipato a otto Olimpiadi degli scacchi: nel 1990 con la Jugoslavia, dal 1992 al 2006 con la Croazia. Alle Olimpiadi di Manila 1992 ha vinto l'oro individuale in 2ª riserva.
Cvitan è stato molto attivo nel circuito degli open, vincendo, da solo o alla pari, numerosi tornei, tra cui: 
- negli anni ottanta: Wolfsberg 1986, Praga 1987, Pola (1987 e 1988), Mendrisio (1987, 1988 e 1989), San Bernardino 1987, Belgrado 1987, Ginevra 1988, Bela Crkva 1988, Oberwart 1988, Chiasso 1989 e Vršac 1989;
- negli anni novanta: Cannes (1990 e 1996), Ragusa 1990, Bad Ragaz 1992, Forlì 1993, Basilea 1999 e Zurigo 1999;
- negli anni 2000: Zara 2001, Oberwart 2001, Fiume 2001, Bizovac 2002.

Nel 2009 si è classificato secondo, dopo il GM egiziano Ahmed Adly, nel Campionato mediterraneo di Rijeka.
Tra i suoi ultimi successi la vittoria, in aprile 2014, nel Golden Island Open dell'isola di Krk.
Nel 2011 la FIDE gli ha attribuito il titolo di FIDE Trainer (Istruttore FIDE).